# Ghezel Bolagh
Ghezel Bolagh – wieś w Iranie, w ostanie Kurdystan, w szahrestanie Bidżar. W 2006 roku liczyła 189 mieszkańców.